# Tumamoca macdougalii
Tumamoca macdougalii är en gurkväxtart som beskrevs av Joseph Nelson Rose. Tumamoca macdougalii ingår i släktet Tumamoca och familjen gurkväxter. Inga underarter finns listade i Catalogue of Life.